# Kevin Krawietz
Kevin Krawietz (Coburg, 24 januari 1992) is een tennisser uit Duitsland. Krawietz begon met tennis toen hij vijf jaar oud was. Zijn favoriete ondergrond is gras. Hij speelt rechtshandig en heeft een tweehandige backhand. Hij is actief in het proftennis sinds 2010.
Krawietz won zijn eerste futures-titel in het dubbelspel in 2010 in Wetzikon (Züricher Oberland, Zwitserland). Hij won zijn eerste futures-enkelspeltitel in 2011 in Bad Waltersdorf (Oostenrijk).
In 2019 won hij met landgenoot Andreas Mies de dubbelspeltitel op  Roland Garros – in de finale versloegen zij het Franse koppel Jérémy Chardy en Fabrice Martin in twee sets. Daarmee werden zij het eerste Duitse duo in het open tijdperk dat een grandslamtitel won in het mannendubbelspel.

## Palmares
| Legenda                       | Legenda               |
| ----------------------------- | --------------------- |
| Grand Slam                    |                       |
| Olympische Spelen             |                       |
| tot 2009                      | vanaf 2009            |
| Tennis Masters Cup            | ATP Finals            |
| ATP Masters Series            | ATP Tour Masters 1000 |
| ATP International Series Gold | ATP Tour 500          |
| ATP International Series      | ATP Tour 250          |

### Dubbelspel
| Nr.                              | Datum             | Toernooi          | Ondergrond    | Partner             | Tegenstanders in finale                   | Score                  | Details |
| -------------------------------- | ----------------- | ----------------- | ------------- | ------------------- | ----------------------------------------- | ---------------------- | ------- |
| Gewonnen finales herendubbel     |                   |                   |               |                     |                                           |                        |         |
| 1.                               | 17 februari 2019  | ATP Uniondale     | Hardcourt (i) | Andreas Mies        | Santiago González Aisam-ul-Haq Qureshi    | 6-4, 7-5               | Details |
| 2.                               | 8 juni 2019       | Roland Garros (1) | Gravel        | Andreas Mies        | Jérémy Chardy Fabrice Martin              | 6-2, 7-6(3)            | Details |
| 3.                               | 17 februari 2019  | ATP Antwerpen     | Hardcourt (i) | Andreas Mies        | Rajeev Ram Joe Salisbury                  | 7-6(1), 6-3            | Details |
| 4.                               | 10 oktober 2020   | Roland Garros (2) | Gravel        | Andreas Mies        | Mate Pavić Bruno Soares                   | 6-3, 7-5               | Details |
| 5.                               | 2 mei 2021        | ATP München       | Gravel        | Wesley Koolhof      | Sander Gillé Joran Vliegen                | 4-6, 6-4, [10-5]       | Details |
| 6.                               | 20 juni 2021      | ATP Halle         | Gras          | Horia Tecău         | Félix Auger-Aliassime Hubert Hurkacz      | 7-6(4), 6-4            | Details |
| 7.                               | 24 april 2022     | ATP Barcelona     | Gravel        | Andreas Mies        | Wesley Koolhof Neal Skupski               | 6–7(3), 7–6(5), [10–6] | Details |
| 8.                               | 1 mei 2022        | ATP München (2)   | Gravel        | Andreas Mies        | Rafael Matos David Vega Hernández         | 4–6, 6–4, [10–7]       | Details |
| 9.                               | 30 juli 2023      | ATP Hamburg (2)   | Gravel        | Tim Pütz            | Sander Gillé Joran Vliegen                | 7–6(4), 6–3            | Details |
| Verloren finales herendubbel     |                   |                   |               |                     |                                           |                        |         |
| 1.                               | 25 oktober 2020   | ATP Keulen 2      | Hardcourt (i) | Andreas Mies        | Raven Klaasen Ben McLachlan               | 2-6, 4-6               | Details |
| 2.                               | 7 maart 2021      | ATP Rotterdam     | Hardcourt (i) | Horia Tecău         | Nikola Mektić Mate Pavić                  | 6-7(7), 2-6            | Details |
| 3.                               | 25 april 2021     | ATP Barcelona     | Gravel        | Horia Tecău         | Juan Sebastián Cabal Robert Farah Maksoud | 4-6, 2-6               | Details |
| 4.                               | 18 juli 2021      | ATP Hamburg       | Gravel        | Horia Tecău         | Tim Pütz Michael Venus                    | 3–6, 7–6(3), [8–10]    | Details |
| 5.                               | 23 april 2023     | ATP München       | Gravel        | Tim Pütz            | Alexander Erler Lucas Miedler             | 3–6, 4–6               | details |
| 6.                               | 18 juni 2013      | ATP Stuttgart     | Gras          | Tim Pütz            | Nikola Mektić Mate Pavić                  | 6–7(2), 3–6            | Details |
| Gewonnen challengers herendubbel |                   |                   |               |                     |                                           |                        |         |
| 1.                               | 12 september 2015 | Meknes            | Gravel        | Maximilian Marterer | Gianluca Naso Riccardo Sinicropi          | 7-5, 6-1               |         |
| 2.                               | 24 juli 2016      | Recanati          | Hardcourt     | Albano Olivetti     | Ruben Bemelmans Adrián Ménendez Maceiras  | 6-3, 7-6(4)            |         |
| 3.                               | 24 september 2016 | Kenitra           | Gravel        | Maximilian Marterer | Uladzimir Ignatik Michael Linzer          | 7-6(6), 4-6, [10-6]    |         |
| 4.                               | 6 november 2016   | Eckental          | Tapijt (i)    | Albano Olivetti     | Roman Jebavý Andrej Martin                | 6-7(8), 6-4, [10-7]    |         |
| 5.                               | 13 november 2016  | Urtijëi           | Hardcourt (i) | Albano Olivetti     | Frank Dancevic Marko Tepavac              | 6-4, 6-4               |         |
| 6.                               | 20 augustus 2017  | Meerbusch         | Gravel        | Andreas Mies        | Dustin Brown Antonio Šančić               | 6-1, 7-6(5)            |         |
| 7.                               | 7 april 2018      | Panama-Stad       | Gravel        | Yannick Hanfmann    | Nathan Pasha Roberto Quiroz               | 7-6(4), 6-4            |         |
| 8.                               | 15 april 2018     | Mexico-Stad       | Gravel        | Yannick Hanfmann    | Luke Bambridge Jonny O'Mara               | 6-2, 7-6(3)            |         |
| 9.                               | 12 mei 2018       | Rome              | Gravel        | Andreas Mies        | Sander Gillé Joran Vliegen                | 6-3, 2-6, [10-4]       |         |
| 10.                              | 16 juni 2018      | Almaty            | Gravel        | Andreas Mies        | Laurynas Grigelis Vladislav Manafov       | 6-3, 2-6, [10-4]       |         |
| 11.                              | 9 september 2018  | Genua             | Gravel        | Andreas Mies        | Martin Kližak Filip Polášek               | 6-2, 3-6, [10-2]       |         |
| 12.                              | 23 september 2018 | Sibiu             | Gravel        | Andreas Mies        | Tomasz Bednarek David Pel                 | 6-4, 6-2               |         |
| 13.                              | 4 november 2018   | Eckental          | Tapijt (i)    | Andreas Mies        | Hugo Nys Jonny O'Mara                     | 6-1, 6-4               |         |
| 14.                              | 10 februari 2019  | Boedapest         | Hardcourt (i) | Filip Polášek       | Filippo Baldi Luca Margaroli              | 7-5, 7-6(5)            |         |
| 15.                              | 31 maart 2019     | Marbella          | Gravel        | Andreas Mies        | Sander Gillé Joran Vliegen                | 7-6(6), 2-6, [10-6]    |         |
| 16.                              | 12 mei 2019       | Aix-en-Provence   | Gravel        | Jürgen Melzer       | Frederik Nielsen Tim Pütz                 | 7-6(5), 6-2            |         |
| 17.                              | 19 mei 2019       | Heilbronn         | Gravel        | Andreas Mies        | Andre Begemann Fabrice Martin             | 6-2, 6-4               |         |

## Resultaten grandslamtoernooien
| Legenda | Legenda                          |
| ------- | -------------------------------- |
| g.t.    | geen toernooi gehouden           |
| l.c.    | lagere categorie                 |
| –       | niet deelgenomen                 |
| G       | uitgeschakeld in de groepsfase   |
| 1R      | uitgeschakeld in de eerste ronde |
| 2R      | uitgeschakeld in de tweede ronde |
| 3R      | uitgeschakeld in de derde ronde  |
| 4R      | uitgeschakeld in de vierde ronde |
| KF      | uitgeschakeld in de kwartfinale  |
| HF      | uitgeschakeld in de halve finale |
| F       | de finale verloren               |
| W       | het toernooi gewonnen            |
| w-v     | winst/verlies-balans             |

### Enkelspel
geen deelname

### Dubbelspel
| grandslamtoernooien |      |      |      |      |      |      |      |   |
| Australian Open     | –    | –    | 3R   | 1R   | 2R   | 3R   | –    |   |
| Roland Garros       | –    | –    | W    | W    | KF   | 1R   | KF   |   |
| Wimbledon           | 1R   | 3R   | 1R   | g.t. | 2R   | KF   | HF   |   |
| US Open             | –    | 1R   | HF   | 2R   | KF   | 2R   | 1R   |   |
| ATP Finals          |      |      |      |      |      |      |      |   |
| ATP Finals          | –    | –    | G    | G    | G    | –    | –    |   |
| ATP Masters 1000    |      |      |      |      |      |      |      |   |
| Indian Wells        | –    | –    | –    | g.t. | KF   | 1R   | 2R   |   |
| Miami               | –    | –    | –    | g.t. | 1R   | 1R   | HF   |   |
| Monte Carlo         | –    | –    | –    | g.t. | 1R   | 1R   | HF   |   |
| Madrid              | –    | –    | –    | g.t. | 2R   | KF   | 1R   |   |
| Rome                | –    | –    | –    | 1R   | KF   | KF   | 2R   |   |
| Montreal/Toronto    | –    | –    | 2R   | g.t. | HF   | HF   | HF   |   |
| Cincinnati          | –    | –    | 1R   | KF   | 2R   | KF   | 2R   |   |
| Shanghai            | –    | –    | 1R   | g.t. | g.t. | g.t. | 2R   |   |
| Parijs              | –    | –    | HF   | 1R   | 2R   | HF   | 1R   |   |
| olympisch           |      |      |      |      |      |      |      |   |
| Olympische Spelen   | g.t. | g.t. | g.t. | g.t. | 2R   | g.t. | g.t. |   |
| statistieken        |      |      |      |      |      |      |      |   |
| titels per jaar     | 0    | 0    | 3    | 1    | 2    | 2    | 1    | 0 |
| eindejaarsranking   | 129  | 71   | 9    | 19   | 14   | 25   | 21   |   |